# Ambotic

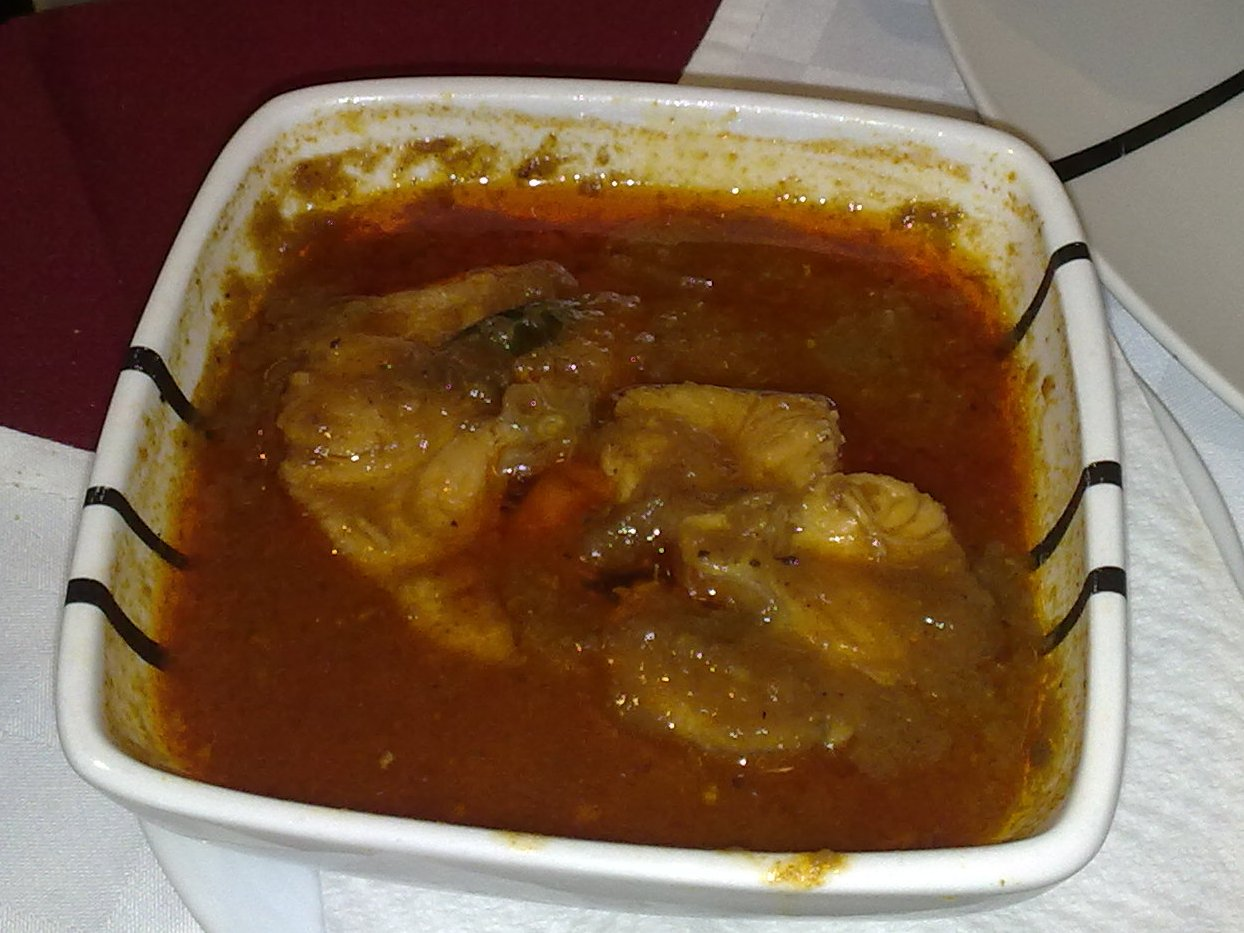
Ambotic de cação

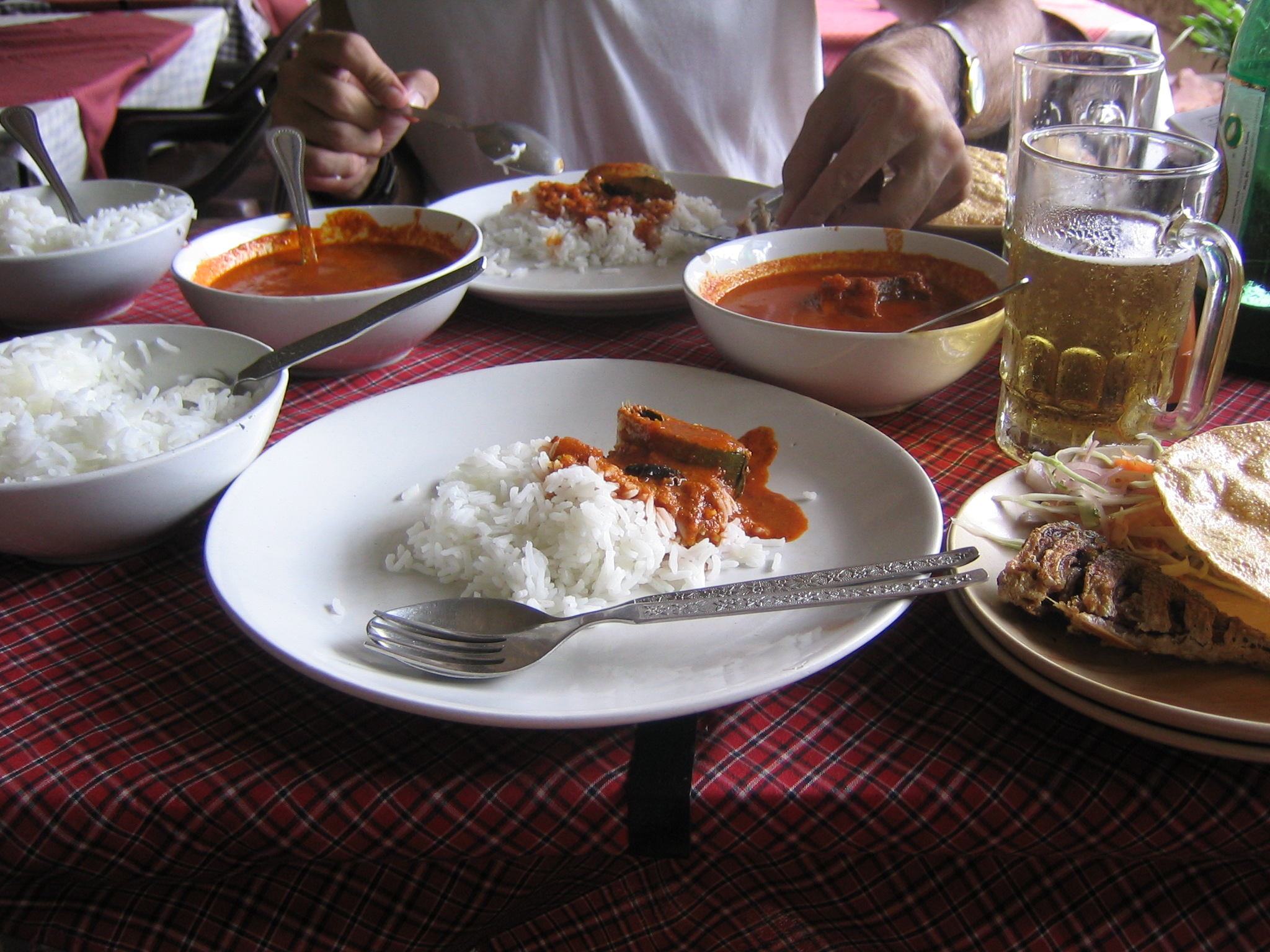
Ambotic em Margão.

Ambotic é um prato da culinária indo-portuguesa de Goa, Damão e Diu, outrora pertencentes ao Estado Português da Índia.
Trata-se de um prato muito picante, com um molho de tonalidade alaranjada, confeccionado com peixe, normalmente raia ou cação, podendo também ser confeccionado com lulas ou com camarão.

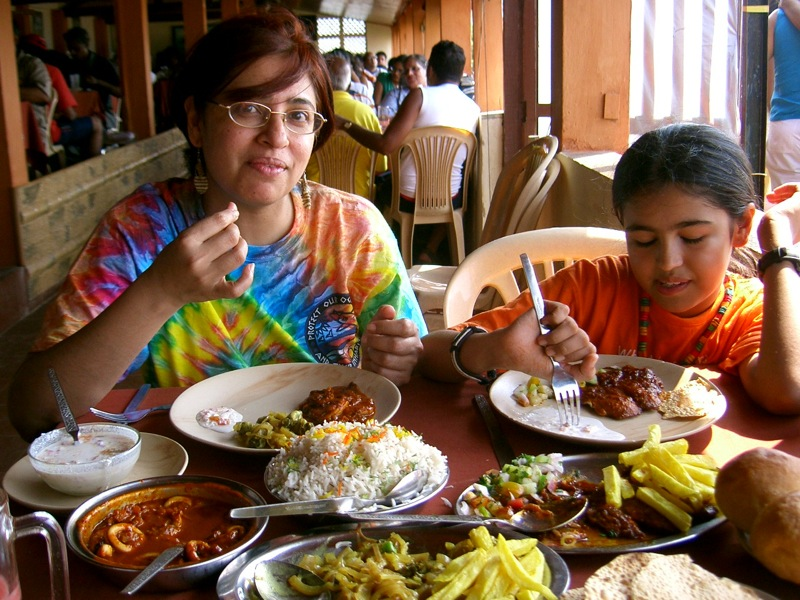
Ambotic de lulas, em baixo, à esquerda

Para além dos peixes, inclui ingredientes como cebola, vinagre, cardamomo, alho, polpa de tomate, gengibre fresco, açafrão, malaguetas, coentros e pimenta. O peixe é cortado em postas e cozinhado com os restantes ingredientes, em lume brando.
É servido acompanhado com arroz.